# Rifugio Emilio Questa
Il rifugio Emilio Questa è un rifugio situato presso il lago delle Portette, nel territorio del comune italiano di Valdieri (CN), entro i confini del Parco naturale delle Alpi Marittime.

## Storia
Nel 1880, analogamente a varie altre realizzazioni circostanti (volte a presidiare il vicino confine tra Italia e Francia), il Regio Esercito edifica presso il lago delle Portette, al vallone superiore del Valasco, una truna seminterrata. 

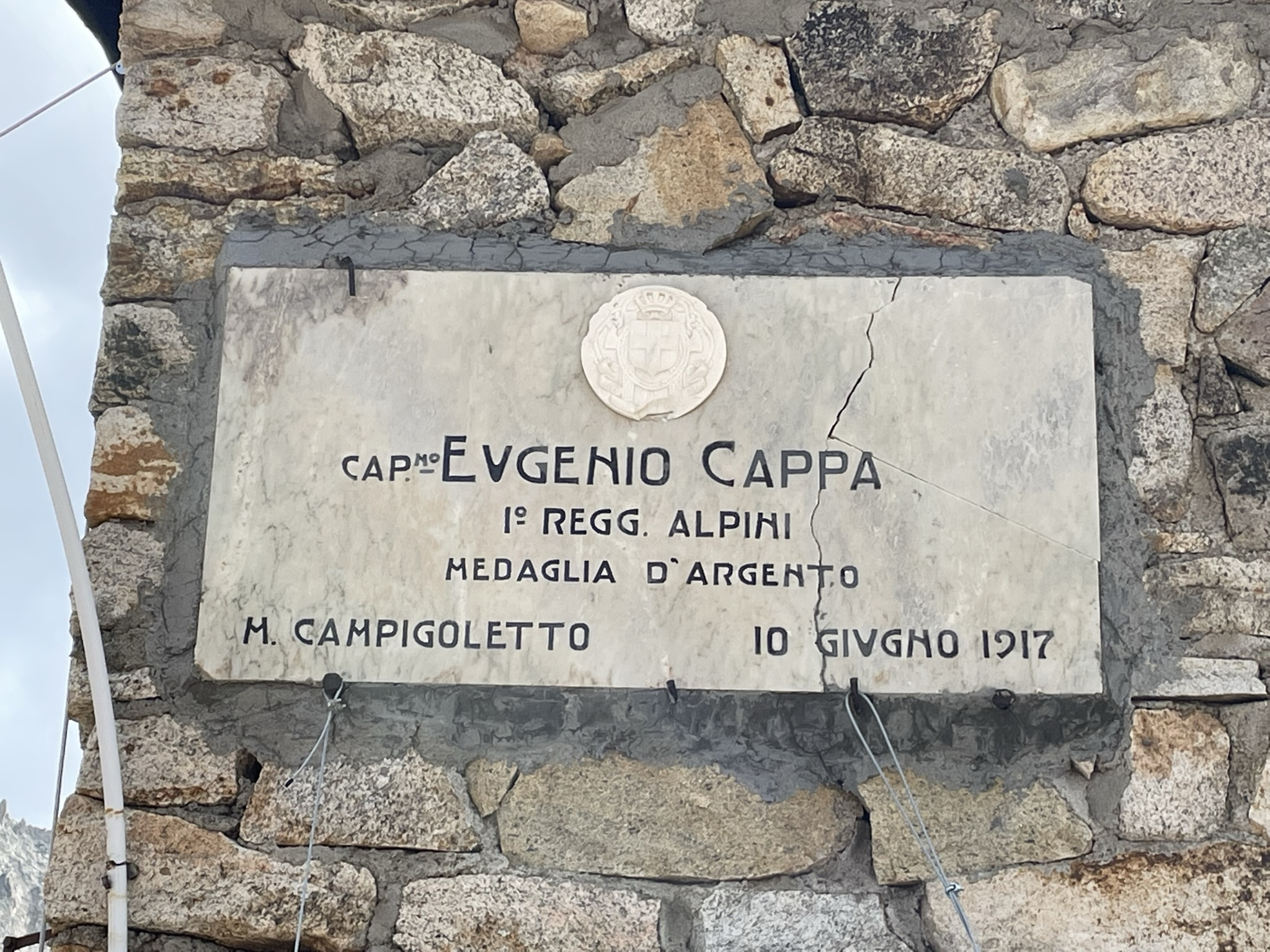
Targa in onore di Eugenio Cappa

Da tale installazione, tra il 1902 e il 1903, viene elaborato un ricovero a singolo piano capace di accogliere 10 uomini; dopo la prima guerra mondiale esso è intitolato al doglianese capitano Eugenio Cappa, classe 1891, medaglia d'argento del 1º Reggimento Alpini, deceduto nella battaglia dell'Ortigara il 10 giugno 1917, durante l'assalto al monte Campigoletti. La targa originaria d'intitolazione è stata preservata.
Nel 1925 la struttura, pur rimanendo proprietà del Demanio Militare, viene ceduta in uso alla sezione di Genova del Club Alpino Italiano, che il 28 giugno 1925 lo inaugura come rifugio, intitolandolo alla memoria dell'alpinista e studioso genovese Emilio Questa (1878-1906), socio fondatore del Club Alpino Accademico Italiano, pioniere dell'esplorazione e della promozione delle Alpi Apuane (di cui scrisse la prima guida e ascese per primo, insieme a Bartolomeo Figari, la punta che poi prese il suo nome, nonché il monte Contrario), morto l’8 settembre 1906 mentre tentava di scalare l'Aiguille Centrale d'Arves. 
Nel 1937 l'ampliamento del secondo piano porta la capienza a 25 posti letto. 

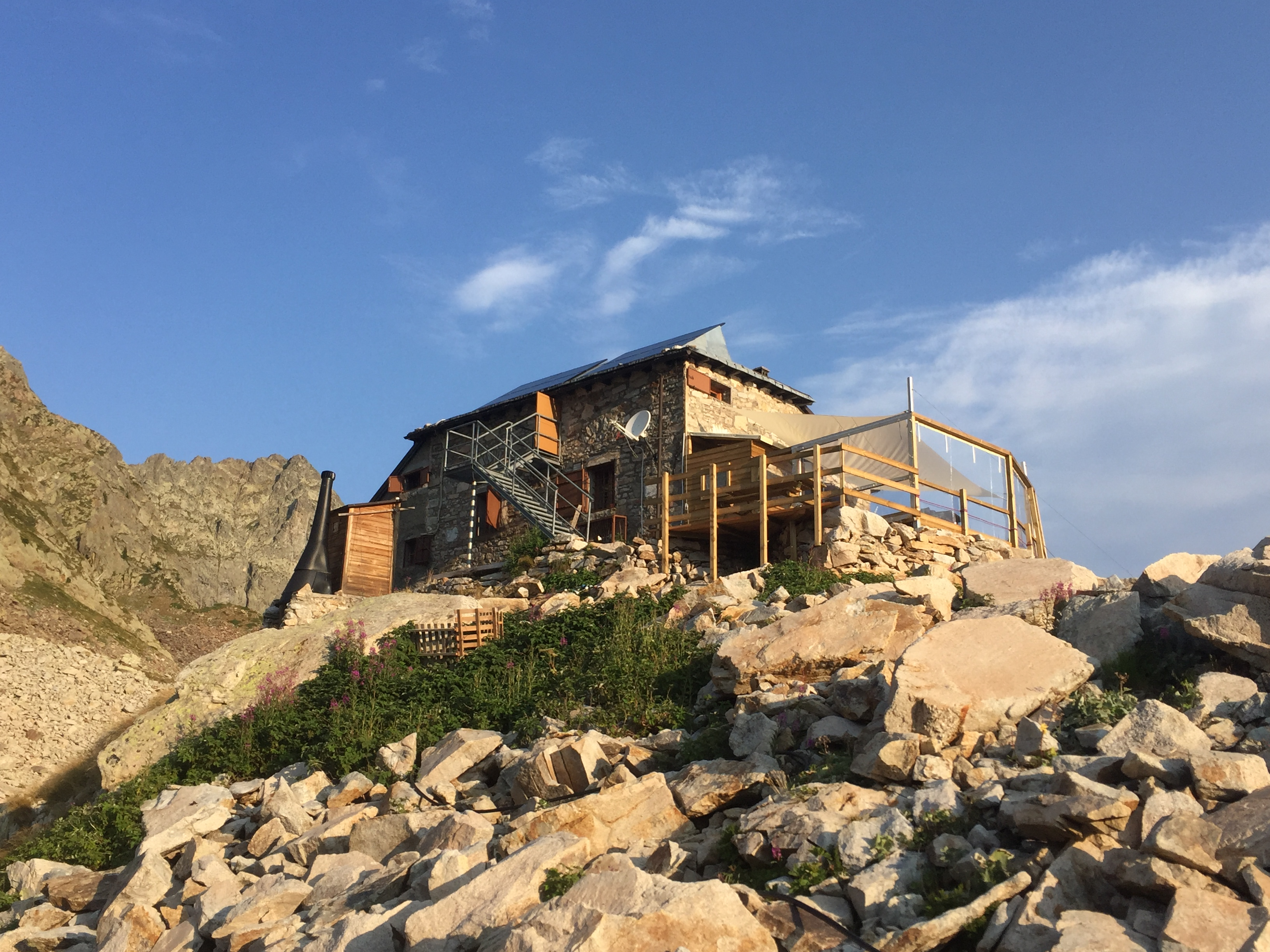
Il rifugio in estate

Nuovamente requisito a scopi militari durante la seconda guerra mondiale, nel 1947 il rifugio viene restituito in uso al CAI genovese, che avvia i lavori di risanamento e nel 1950 lo riapre al pubblico. Già due anni dopo, nel 1952, viene aggiunto un secondo corpo di fabbrica accanto all'originario; ulteriori ampliamenti si susseguiranno tra il 1986 e il 1993.
Sempre nel 1993 sorge una diatriba legale sulla proprietà della struttura, che vede opposti il Demanio Militare e la società agricola Stella Alpina, che nel 1970 aveva rilevato gli ex possedimenti di Casa Savoia attorno al Valasco; nel 2014 il Comune di Valdieri, ai sensi del cosiddetto "federalismo demaniale" (regolato dal Decreto Legislativo nr. 85 del 28 maggio 2010, che prevede il trasferimento di beni immobili di proprietà dello Stato agli Enti locali, a titolo gratuito), tenta di ottenere dal Demanio la cessione delle strutture ex militari situate nel proprio territorio, incontrando però nuovamente l'opposizione della società Stella Alpina. La vertenza termina tra il 2017 e il 2018, quando alcune sentenze sanciscono il passaggio di proprietà dal Demanio Militare a mani private, marcando altresì il termine della gestione CAI.

## Struttura

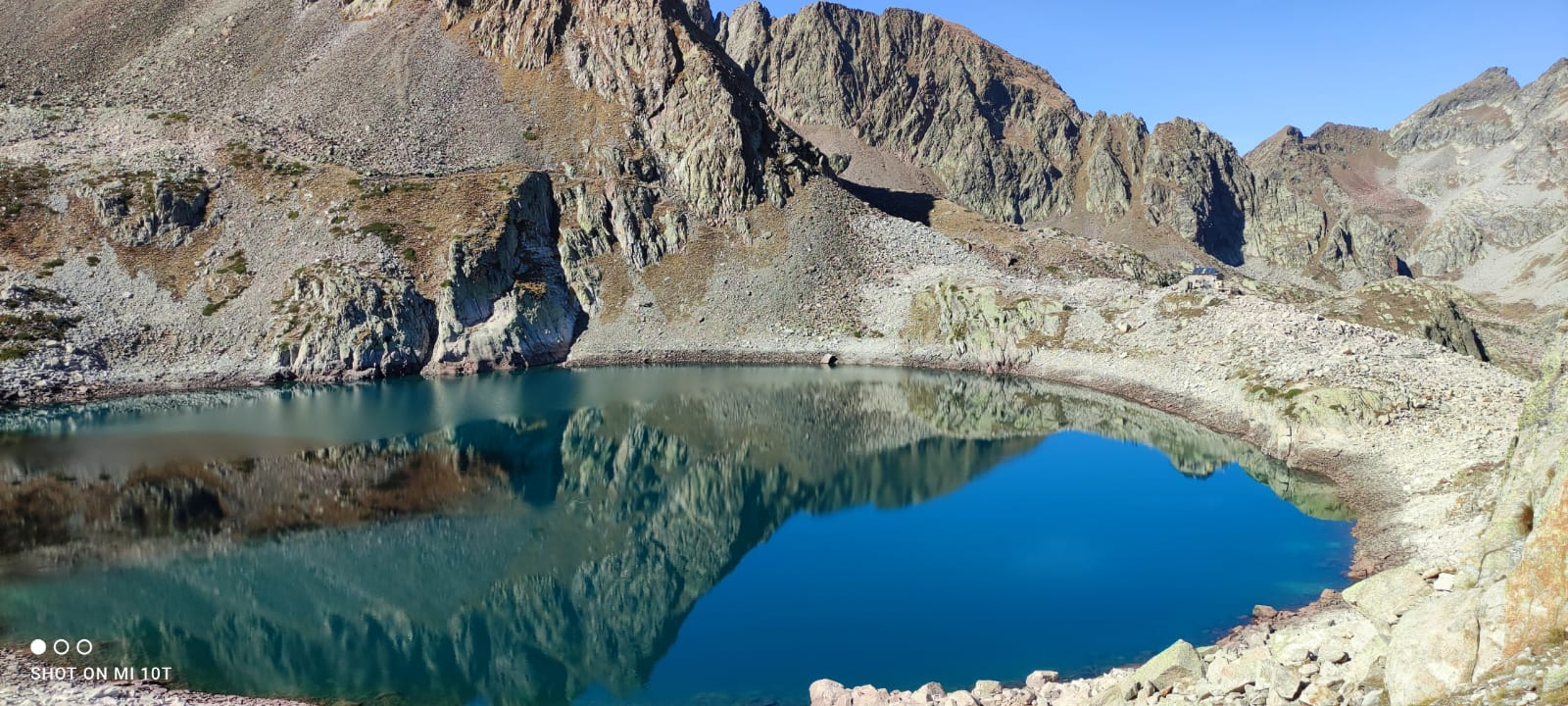
Vista sul Lago delle Portette: il rifugio è situato in cima alla riva destra dello specchio d'acqua

Sito sulla sponda settentrionale del Lago delle Portette, il rifugio consiste in una costruzione in muratura a singolo piano più sottotetto, per un totale di 95 m² di superficie calpestabile. Al piano terra si trovano la cucina, la sala da pranzo, il locale dei gestori, la centrale elettrica (alimentata a vento e a pannelli solari con accumulatori) e due camerette da 6 posti ciascuna; il sottotetto ospita i dormitori collettivi e due ulteriori posti letto doppi ricavati nell'ala posteriore. La capacità ricettiva è potenziata tramite alcune strutture posticce (capanne lignee e tende) collocate nei dintorni. 
Una parte del rifugio resta aperta anche nei periodi d'impresenziamento come locale invernale, attrezzato con materassi e coperte, per una capacità di 13 posti.

## Accessi
Dalla località Terme di Valdieri, ove ha termine la strada carrabile, si può seguire la carrareccia oppure il vecchio sentiero reale di caccia verso il piano superiore del Valasco, dove sorge l'ex casa di caccia dei Savoia. Si prosegue lungo la strada per un'altra mezz'ora, poi ad un bivio si continua sulla sinistra, imboccando la via diretta verso il rifugio. In alternativa, è possibile proseguire sulla strada fino ai laghi di Valscura, per poi svoltare a sinistra e raggiungere il rifugio passando per il lago del Claus.

## Ascensioni
- Testa sud di Bresses (2820 m)
- Testa di Tablasses (2851 m)
- Testa Margiola (2831 m)
- Testa delle Portette (2821 m)
- Testa del Claus (2889 m)
- Cima di Tavels (2804 m)
- Testa Malinvern (2939 m)

## Traversate
- al rifugio Dante Livio Bianco (1910 m) per il colle est della Paur o per il colle di Valmiana
- al rifugio Malinvern (1839 m) per il colletto di Valscura
- al posto tappa di Boréon (1526 m) attraverso il passo di Préfouns (2620 m) e il colle di Saléses
- rifugio Regina Elena (1800 m) - rifugio Remondino (2430 m) per il Colletto di Valasco (2429 m) e il Pian della Casa (1743 m)
- al rifugio Bozano (2453 m) per il Colletto di Valasco (2429 m) e il Gias delle Mosche (1591 m)
- al rifugio Valasco (1764 m) per il vallone di Valasco

Il rifugio si trova inoltre sul percorso dei seguenti sentieri:
- Grande Traversata delle Alpi
- Via Alpina (percorso rosso)
- Traversata del Parco naturale delle Alpi Marittime